# Loučeň
Loučeň település Csehországban, a Nymburki járásban. Loučeň Jizbice, Jabkenice, Krchleby, Mcely, Jíkev, Smilovice, Vlkava és Chudíř településekkel határos. Lakosainak száma 1392 fő (2024. január 1.).

## Népesség
A település lakosságának változását az alábbi diagram mutatja:
| Lakosok száma | 1547 | 1608 | 1497 | 1302 | 1179 | 1081 | 1301 | 1355 | 1369 | 1392 |
|               | 1869 | 1890 | 1921 | 1950 | 1980 | 2001 | 2017 | 2019 | 2022 | 2024 |